# Otto Manninen
Otto Manninen, född 13 augusti 1872 i Kangasniemi, död 6 april 1950 i Helsingfors, var en finländsk författare och översättare.

## Biografi
Manninen var lektor vid Helsingfors universitet 1913–1937 och bibelkommitténs språkgranskare 1921–1937. Hans diktning karakteriseras av reflexionslyrik i en finslipad ofta grammatiskt tillspetsad form. Inte desto mindre har Manninen gett sin formtalang uttryck i talrika översättningar till finska. Bland dem märks Johan Ludvig Runeberg, Zacharias Topelius, J. W. von Goethe, Heinrich Heine, Molière, Henrik Ibsens Peer Gynt, Sándor Petőfi, Sofokles, Euripides, Iliaden och Odysséen.
Han var ordförande i Kalevalasällskapet 1935–1937.
Han var gift med författaren Anni Swan och hans söner var författaren och översättaren Antero Manninen, författaren Sulevi Manninen och teatermannen Mauno Manninen. Bland barnbarnen finns författaren Hellevi Arjava (f. 1937) och historikern Ohto Manninen.
Han är begravd på Sandudds begravningsplats i Helsingfors.